# Pontpierre, Luxemburg
Pontpierre är en ort i Luxemburg.   Den ligger i distriktet Luxemburg, i den södra delen av landet, 11 kilometer sydväst om huvudstaden Luxemburg. Pontpierre ligger 295 meter över havet och antalet invånare är 1 009.
Terrängen runt Pontpierre är platt.  Runt Pontpierre är det ganska tätbefolkat, med 108 invånare per kvadratkilometer.. Närmaste större samhälle är Luxemburg, 11,1 kilometer nordost om Pontpierre. 
I omgivningarna runt Pontpierre växer i huvudsak blandskog.